# Ženská budova (Chicago)
Ženská budova (anglicky: The Woman's Building) byla navržena a postavena pro Světovou výstavu, která se konala v Chicagu v roce 1893 pod záštitou Rady vedoucích dam. Z dvanácti hlavních budov výstavy byla Ženská budova dokončena jako první 30. června 1892. Měla výstavní prostory a také sněmovní sál, knihovnu a čestnou síň. V knize History of the World's Fair (v překladu: Historie světové výstavy) se uvádí: „Bude trvat dlouho, než se opět podaří shromáždit ze všech částí světa takový souhrn ženských prací, jaký je nyní k vidění v Ženské budově.”
Budova byla po skončení výstavy stržena v rámci celkové demolice.

## Výstavba
Návrhy pro Ženskou budovu předložilo čtrnáct architektek. Rada architektů vybrala návrh Sophie Hayden, která navrhla třípatrovou budovu s korintskými sloupy provedenou v italském renesančním stylu. Čestná síň měla výšku celkem 21,3 m a nebyly v ní žádné sloupy ani podpěry, které by v prostoru tvořily překážku. Za oficiální sochařku Ženské budovy byla vybrána Alice Rideout, která vytvořila vnější skupiny soch a fronton. Sochařka Enid Yandell navrhla a vytvořila karyatidu, která podpírala střešní zahradu. Na výzdobu interiéru dohlížela interiérová návrhářka Candace Wheeler.

## Výzdoba

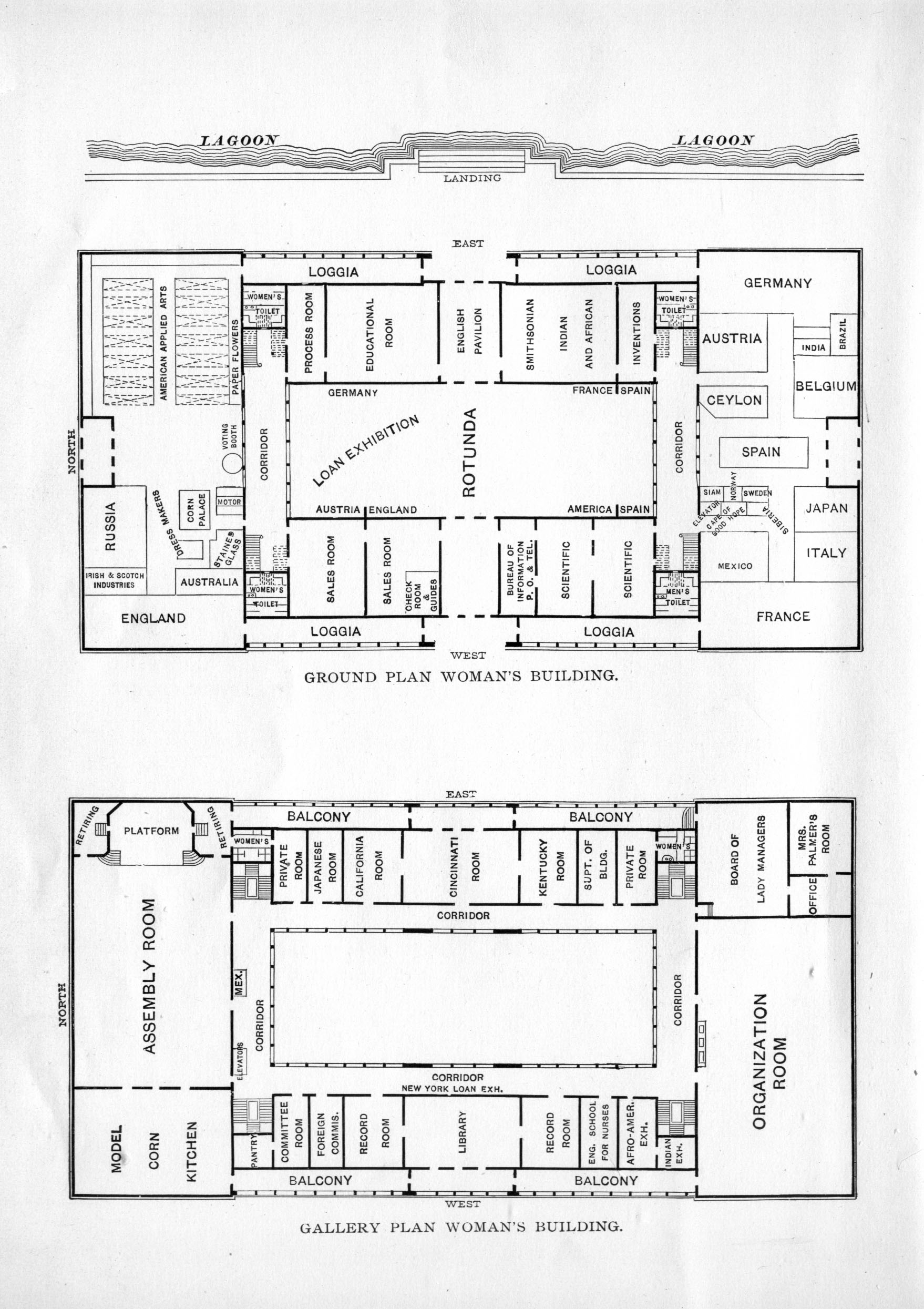
Půdorys a plán podlaží Ženské budovy

Součástí výzdoby interiéru byly nástěnné malby od Mary Fairchild MacMonnies Low (Primitivní žena) a Mary Cassatt (Moderní žena). Mary Cassatt byla požádána, aby namalovala nástěnnou malbu o rozměrech 17,6 × 3,6 m pro severní tympanon nad vchodem do Čestné galerie, která představovala pokrok žen v průběhu dějin a jmenovala se Moderní žena. Čtyři panely v Síni cti namalovaly Lucia Fairchild Fuller, Amanda Brewster Sewell, Rosina Emmet Sherwood a Lydia Field Emmet. Dílo Rosiny Emmet Sherwood s názvem The Republic's Welcome to Her Daughters představuje neoklasicistní scénu s ženami zahalenými v tógách, které ženy vstupující do sálu obdarovávají vavřínovými věnci. Nástěnná malba Women in Arcadia, kterou namalovala Amanda Brewster Sewell, zobrazuje slunečné léto se dvěma ženami, z nichž jedna, polonahá, natahuje ruku k ovci, druhá stojí za ní a ze stromu trhá pomeranče. Nástěnnou malbu na stropě knihovny namalovala Dora Wheeler Keith. Bez ohledu na původ umělkyň všechny namalovaly nástěnné malby v „novém stylu”, který vznikl ve Francii.
Britská sochařka Ellen Mary Rope přispěla basreliéfem zobrazujícím „Naději, Charitu, Víru a Nebeskou moudrost”, který později našel domov v jídelně první dámské ubytovny v Londýně, projektu sestřenic Rhody a Agnes Garrettových.
Ve sněmovním sále se nacházelo sedm vitrážových oken, viditelných jak zevnitř, tak zvenčí. Nejvýraznější z nich se nacházelo za jevištěm. Vytvořily je Elisabeth Parsons, Edith Blake Brown a Ethel Isadore Brown, Massachusetts Mothering the Coming Woman of Liberty, Progress, and Light, zobrazující dvě ženy, obě v klasickém oděvu, přičemž ta v popředí drží vysoko nad hlavou pochodeň.

## Výstavy

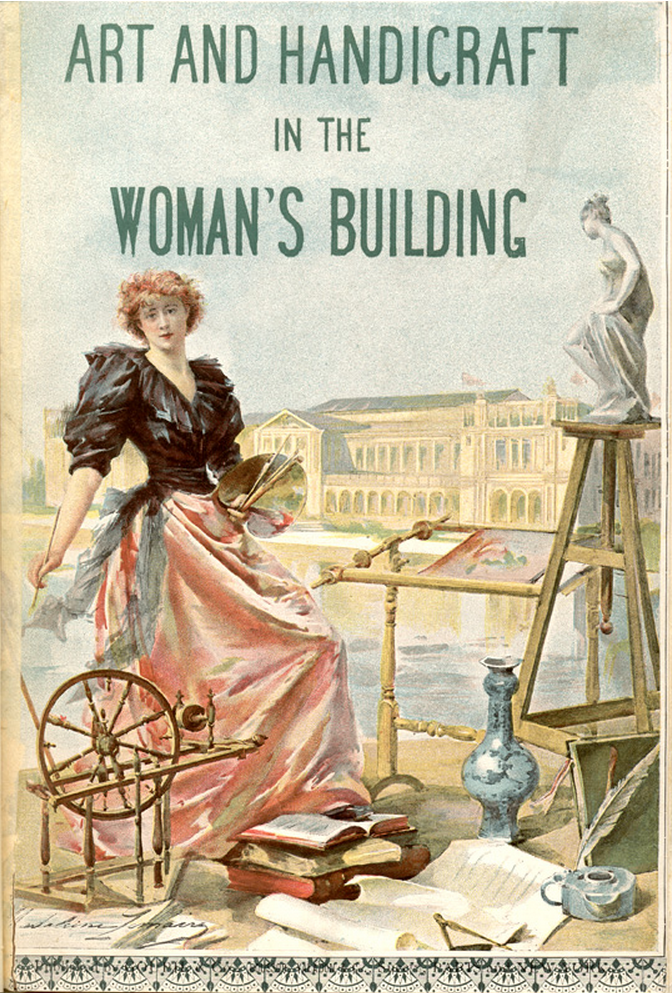
Plakát Umění a řemesla v Ženské budově od francouzské malířky Madeleine Lemaire

V Ženské budově byly vystaveny práce žen z nejrůznějších oborů od výtvarného umění, užitého umění, literatury a hudby až po vědu a domácí hospodářství. Nechyběly ani exponáty o ženách v americké historii a v jiných kulturách a místech světa. Součástí expozic byly také grafy a tabulky o postupu žen v průmyslu i o jejich filantropické a politické činnosti. Smithsonův institut zapůjčil etnologickou výstavu s řemesly několika kultur včetně africké, indiánské a polynéské nazvanou „Ženská práce v divočině”.
Knihovna, umístěná ve druhém patře a vyzdobená dřevěnými policemi na knihy, koženými pohovkami a uměleckými díly umělkyň, se pyšnila nejméně 8 000 knihami reprezentujícími 24 různých národů, z nichž všechny byly napsány ženami.
K Ženské budově byla připojena Dětská budova, v níž byly vystaveny osvědčené americké postupy výchovy a vzdělávání dětí z 19. století.

## Odkaz
Enid Yandell je spoluautorkou částečně autobiografické knihy Three Girls in a Flat (1892, v překladu: Tři dívky v bytě), v níž popisuje svou účast na plánování veletrhu.
Exponáty v Ženské budově inspirovaly dánskou šlechtičnu Sophii Oxholm k uspořádání ženské výstavy v Kodani, která nakonec vyústila v Kodaňskou ženskou výstavu v roce 1895.
Budovy na světových výstavách jsou po skončení akce často demolovány a najít pro ně jiný domov je málokdy praktické (výjimkou byl Křišťálový palác po Světové výstavě v roce 1851). Ženská budova byla po skončení veletrhu stržena v rámci celkové demolice. Po skončení výstavy byla nástěnná malba Mary Casatt a mnoho dalších uměleckých děl uloženo do skladu a poté ztraceno.
O osmdesát let později byla Ženská budova pro historii téměř ztracena. S rozkvětem druhé vlny feminismu se ženy vydaly hledat to, co bylo dříve. Feministická umělkyně Judy Chicago a její tým studentek, které právě vytvářely film The Dinner Party, objevily v antikvariátu výtisk katalogu Ženské budovy. Když byla v roce 1973 otevřena Losangeleská ženská budova (Los Angeles Woman's Building), zakladatelky se rozhodly pojmenovat organizaci podle Ženské budovy z roku 1893.

## Galerie

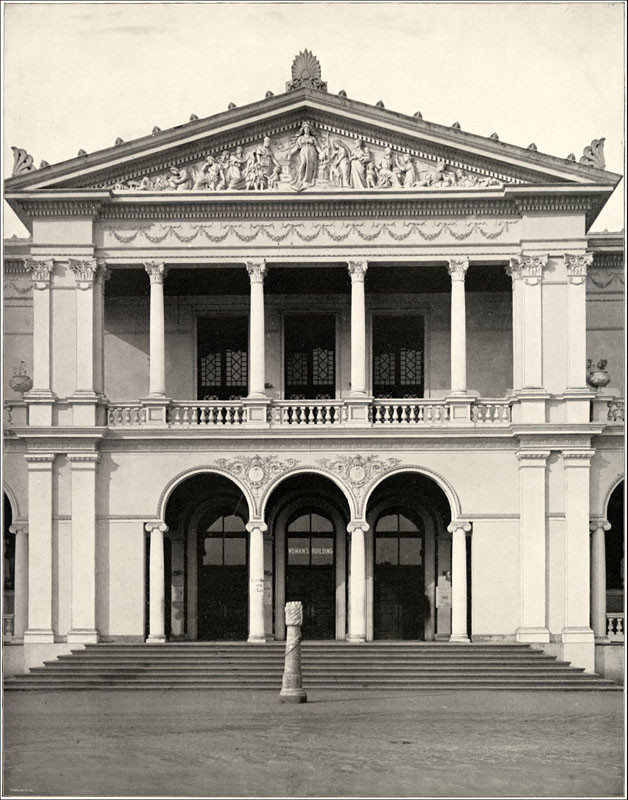
Hlavní vstup do budovy
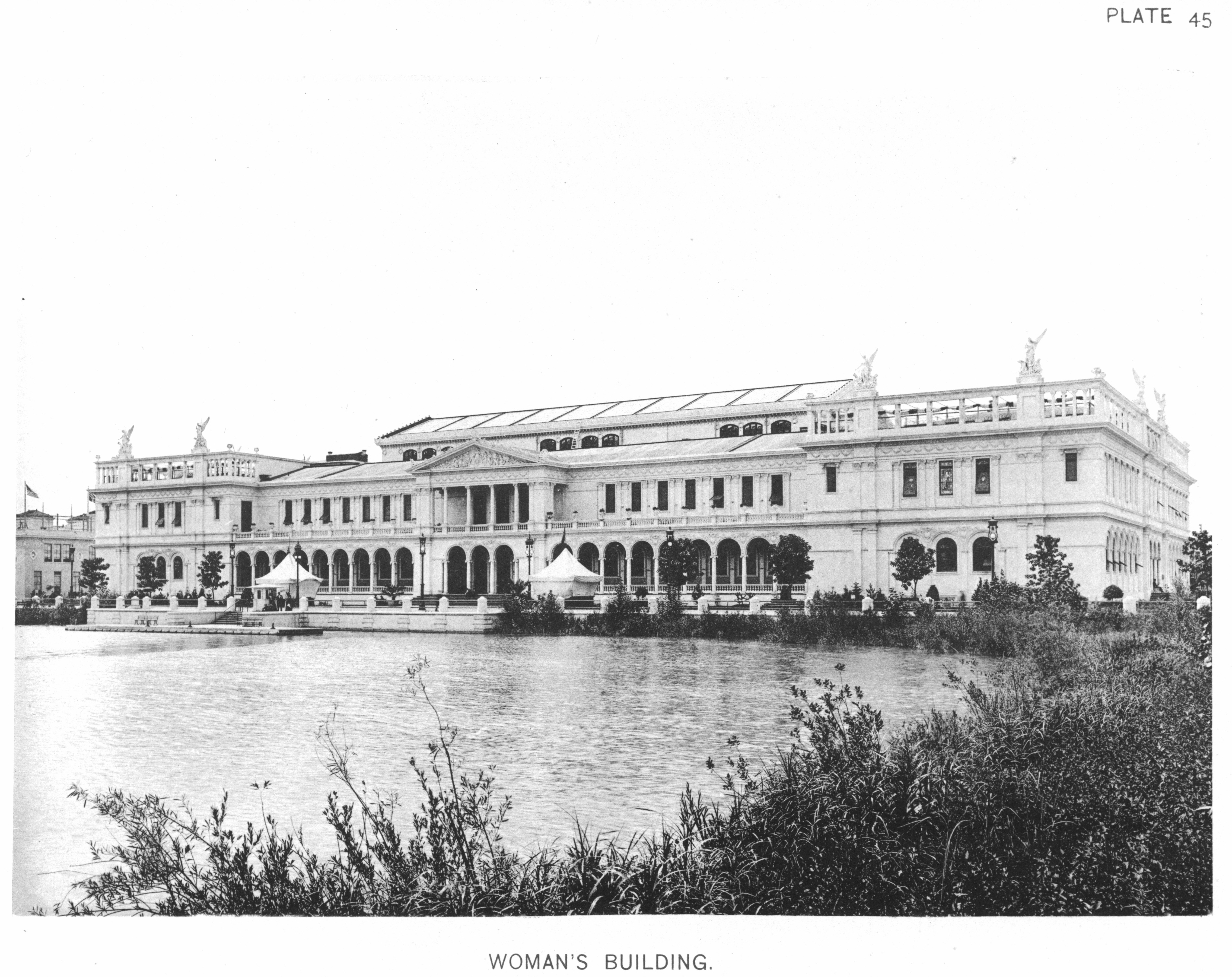
Ženská budova
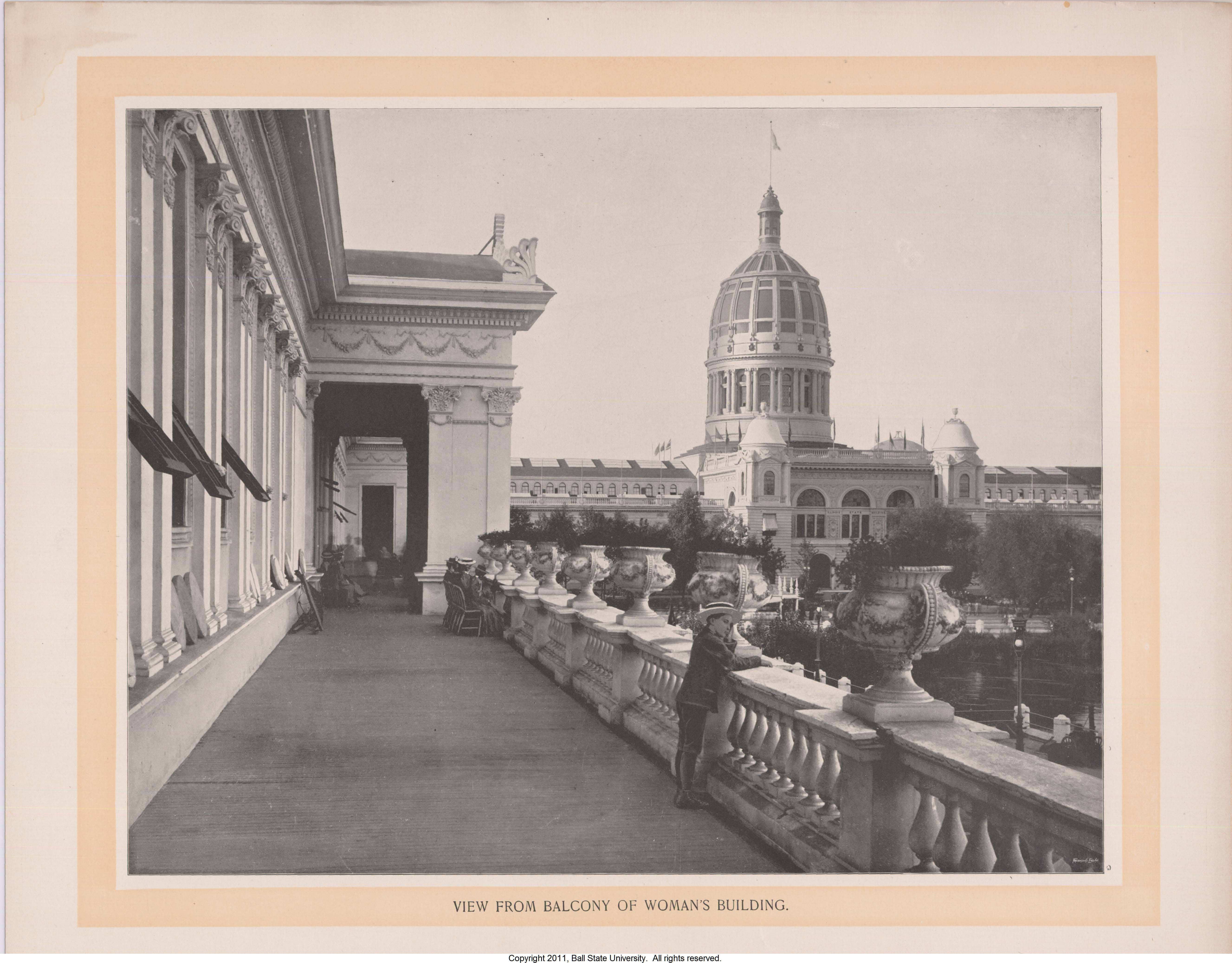
Pohled z balkónu Ženské budovy – William Henry Jackson (1893)
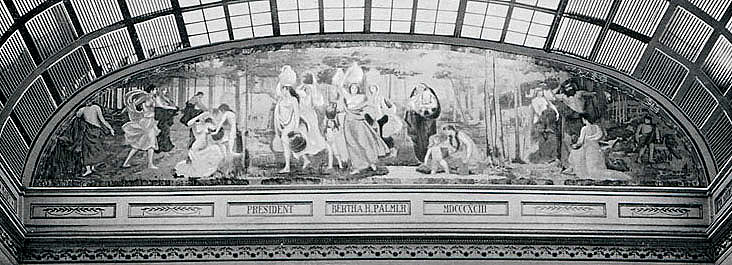
Mary Fairchild MacMonnies – Primitivní žena
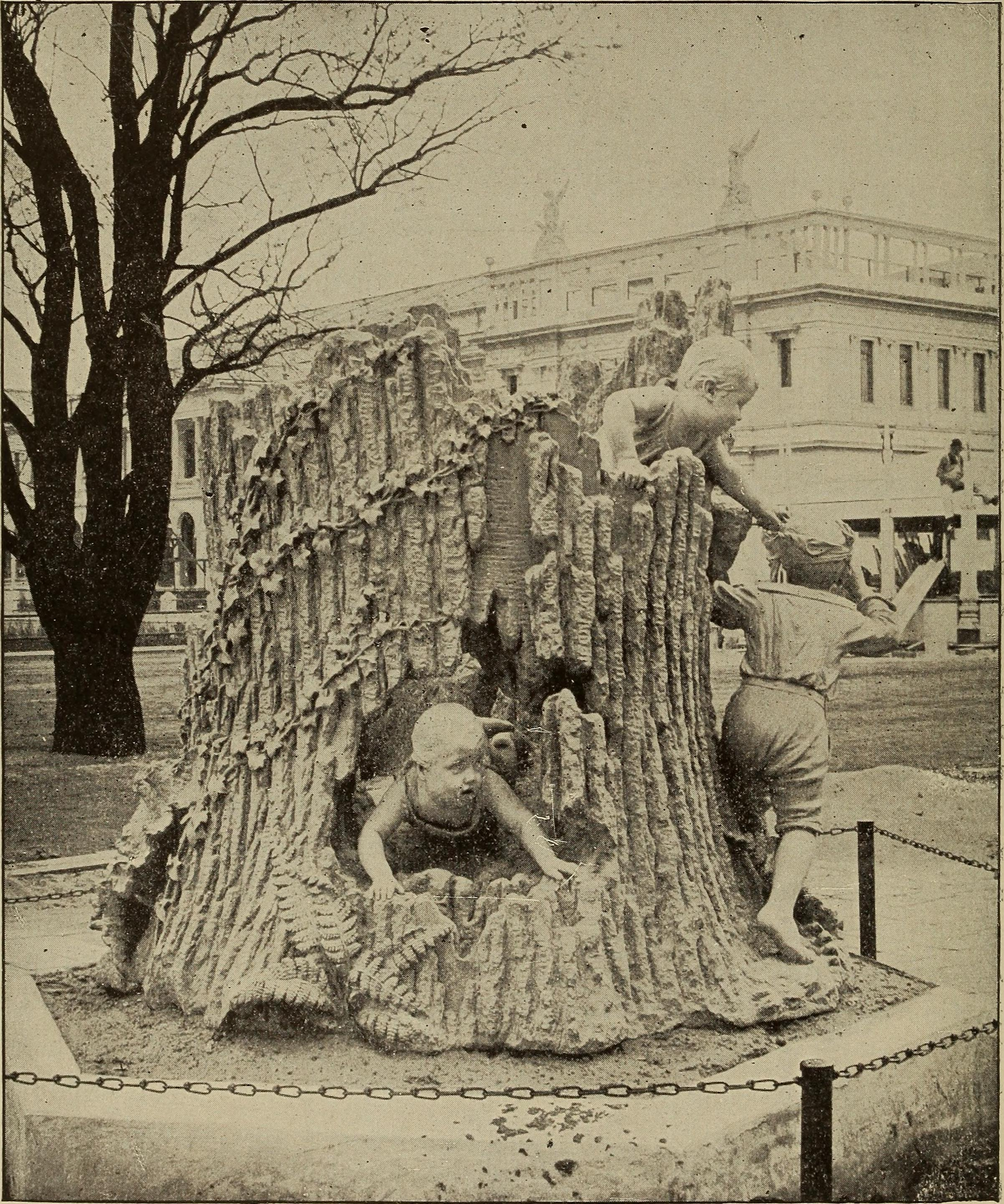
Hide and Seek, sousoší před Ženskou budovou
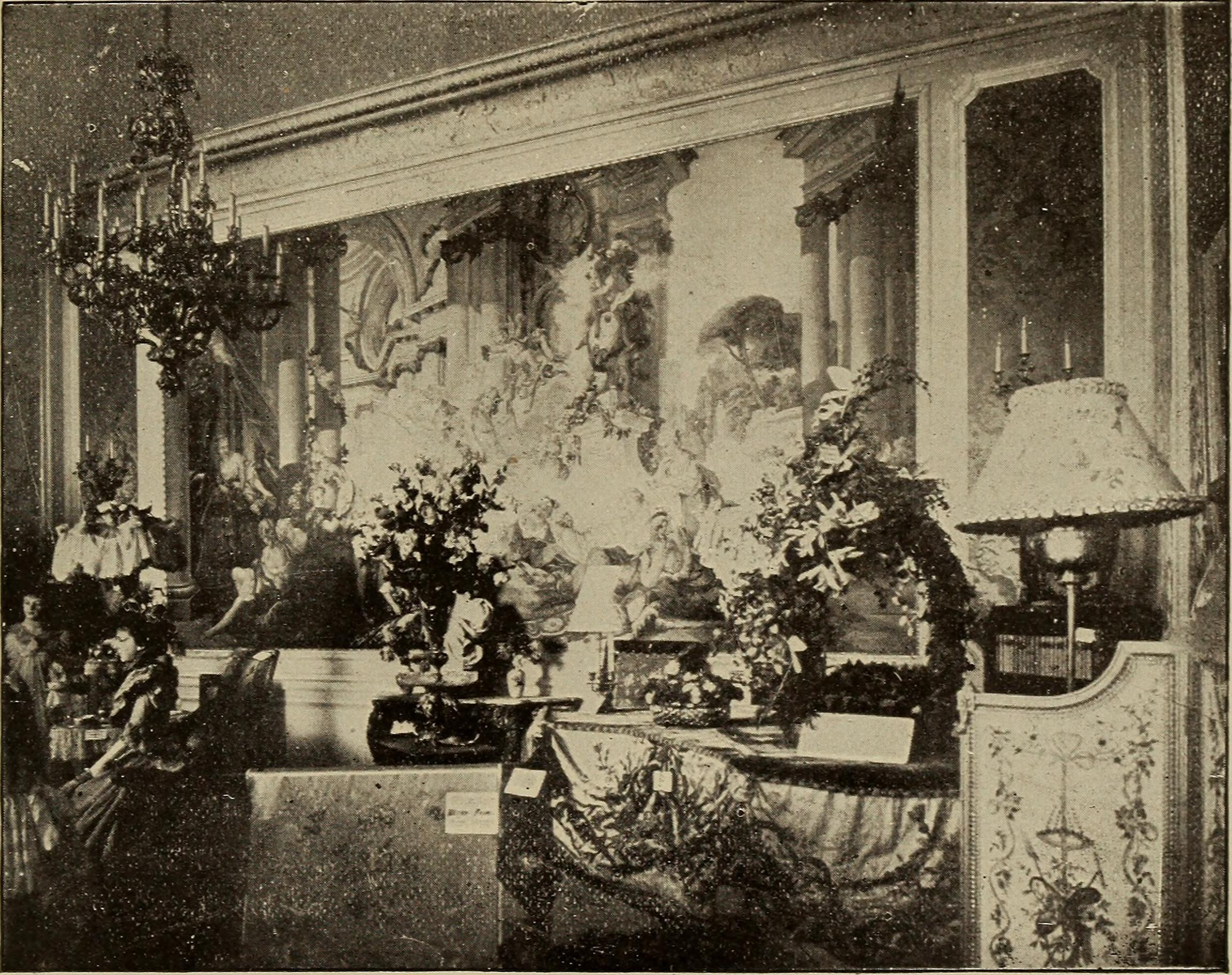
Část francouzské výstavy v Ženské budově
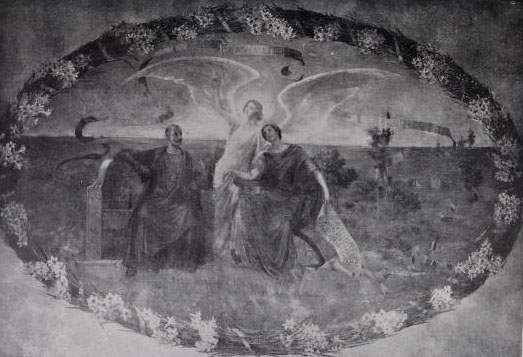
Nástěnná malba na stropě knihovny od Dory Wheeler Keith
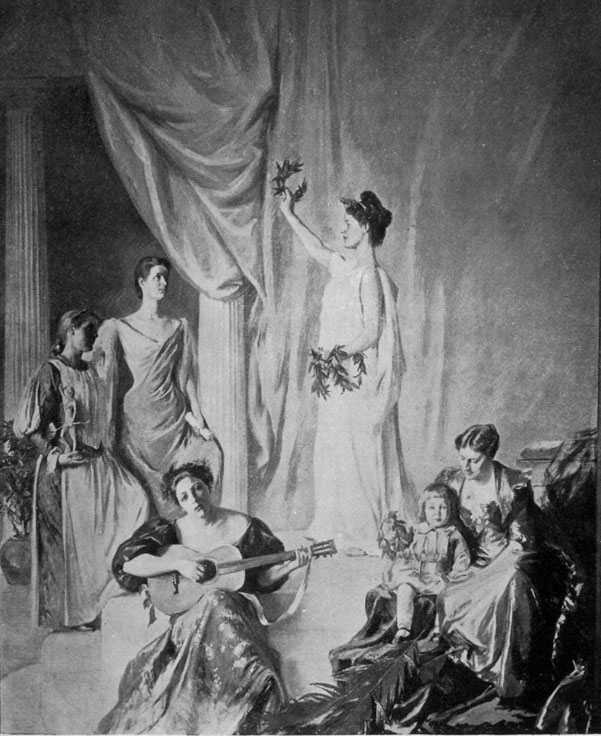
Nástěnná malba The Republic's Welcome to Her Daughters od Rosiny Emmet Sherwood